# Gravine di Matera
Gravine di Matera este o arie protejată (arie specială de conservare — SAC, sit de importanță comunitară — SCI, arie de protecție specială avifaunistică — SPA) din Italia întinsă pe o suprafață de 6.968 ha, integral pe uscat.

## Localizare
Centrul sitului Gravine di Matera este situat la coordonatele 40°39′01″N 16°40′01″E / 40.6503°N 16.6669°E.

## Înființare
Situl Gravine di Matera a fost declarat sit de importanță comunitară în septembrie 1995 pentru a proteja 1 specie de plante și 63 de specii de animale. Alte tipuri de protecție:
- arie de protecție specială avifaunistică (în noiembrie 1998)[3]
- arie specială de conservare (în septembrie 2013)[2][4][5]

## Biodiversitate
Situată în ecoregiunea mediteraneană, aria protejată conține 8 habitate naturale: Păduri de Quercus ilex și Quercus rotundifolia, Pseudostepă cu ierburi și specii anuale de Thero-Brachypodietea, Păduri de Quercus trojana, Pajiști uscate din regiunea submediteraneeană estică (Scorzoneratalia villosae), Galerii de Salix alba și de Populus alba, Pante stâncoase calcaroase cu vegetație casmofită, Peșteri inaccesibile publicului, Matorral arborescenți cu Juniperus spp..
La baza desemnării sitului se află mai multe specii protejate:
- plante (1): Stipa austroitalica
- păsări (47): uliu păsărar (Accipiter nisus), ciocârlie-de-câmp (Alauda arvensis), pescăruș albastru (Alcedo atthis), rață mare (Anas platyrhynchos), fâsă-de-câmp (Anthus campestris), lăstunul mare (Apus apus), Apus pallidus, buha (Bubo bubo), pasărea ogorului (Burhinus oedicnemus), șorecarul comun (Buteo buteo), ciocârlie-cu-degete-scurte (Calandrella brachydactyla), caprimulg (Caprimulgus europaeus), barză neagră (Ciconia nigra), șerpar (Circaetus gallicus), erete alb (Circus macrourus), porumbel (Columba livia), porumbel gulerat (Columba palumbus), dumbrăveancă (Coracias garrulus), corb (Corvus corax), cuc (Cuculus canorus), ciocănitoare pestriță mare (Dendrocopos major), Emberiza melanocephala, Falco biarmicus, Falco naumanni, șoim călător (Falco peregrinus), vânturel roșu (Falco tinnunculus), găinușă de baltă (Gallinula chloropus), rândunică (Hirundo rustica), sfrâncioc roșiatic (Lanius collurio), sfrânciocul cu frunte neagră (Lanius minor), sfrâncioc cu cap roșu (Lanius senator), ciocârlie de pădure (Lullula arborea), ciocârlie de bărăgan (Melanocorypha calandra), prigoare (Merops apiaster), gaia neagră (Milvus migrans), gaia roșie (Milvus milvus), mierlă albastră (Monticola solitarius), vultur egiptean (Neophron percnopterus), pietrar mediteranean (Oenanthe hispanica), grangur (Oriolus oriolus), ciuf-pitic (Otus scops), viespar (Pernis apivorus), ciocănitoarea verde (Picus viridis), turturică (Streptopelia turtur), Sylvia conspicillata, silvie mediteraneană (Sylvia melanocephala), pupăză (Upupa epops)
- amfibieni (2): Bombina pachypus, Triturus carnifex
- mamifere (8): liliac cârn (Barbastella barbastellus), vidră de râu (Lutra lutra), liliac cu aripi lungi (Miniopterus schreibersii), liliac cu urechi de șoarece (Myotis blythii), liliac cu picioare lungi (Myotis capaccinii), liliac comun (Myotis myotis), liliacul mare cu potcoavă (Rhinolophus ferrumequinum), liliacul mic cu potcoavă (Rhinolophus hipposideros)
- nevertebrate (2): croitorul mare al stejarului (Cerambyx cerdo), Melanargia arge
- reptile (4): șarpele cu patru dungi (Elaphe quatuorlineata), țestoasa de baltă (Emys orbicularis), țestoasă bănățeană (Testudo hermanni), elaphe situla (Zamenis situla)

Pe lângă speciile protejate, pe teritoriul sitului au mai fost identificate 58 de specii de plante, 4 specii de amfibieni, 13 specii de mamifere, 3 specii de nevertebrate, 8 specii de reptile.